# Zīār
Zīār (persiska: Zīāz, زیاز, زیار) är en ort i Iran.   Den ligger i provinsen Gilan, i den norra delen av landet, 170 km nordväst om huvudstaden Teheran. Zīār ligger 547 meter över havet och antalet invånare är 179.
Terrängen runt Zīār är huvudsakligen bergig, men västerut är den kuperad. Zīār ligger nere i en dal. Runt Zīār är det ganska tätbefolkat, med 134 invånare per kvadratkilometer. Närmaste större samhälle är Raḩīmābād, 19,5 km nordost om Zīār. I omgivningarna runt Zīār växer i huvudsak blandskog.